# Joseph Muscat
Joseph Muscat (ur. 22 stycznia 1974 w m. Pietà) – maltański polityk, lider Partii Pracy w latach 2008–2020, poseł do Parlamentu Europejskiego VI kadencji, deputowany do Izby Reprezentantów, w latach 2013–2020 premier Malty.

## Życiorys

### Wykształcenie i działalność zawodowa
Joseph Muscat w 1995 ukończył studia licencjackie na Uniwersytecie Maltańskim z dziedziny zarządzania, a rok później z dziedziny polityki publicznej. W 1997 na tej samej uczelni został absolwentem studiów magisterskich z zakresu europeistyki. W 2007 ukończył studia doktoranckie z dziedziny zarządzania na University of Bristol.
W latach 1992–1996 pracował jako dziennikarz prywatnej stacji radiowej One Radio. Następnie przez rok był prezenterem telewizyjnym w stacji One TV. W kolejnych latach pracował w zawodzie menedżera rynkowego (1997–1999) i doradcy inwestycyjnego (2000–2004). Jednocześnie od 2001 do 2004 był redaktorem informacyjnej witryny internetowej maltastar.com.

### Działalność polityczna
W 1994 rozpoczął karierę polityczną jako sekretarz finansowy młodzieżówki Partii Pracy. W 1997 był tymczasowym przewodniczącym tej organizacji. W 1994 wszedł również w skład Rady Wykonawczej Partii Pracy, od 2001 do 2003 pełnił funkcję partyjnego sekretarza ds. edukacji. W drugiej połowie lat 90. zasiadał w Narodowej Komisji ds. Moralności Finansowej.
W wyborach w 2004 uzyskał mandat deputowanego do Parlamentu Europejskiego VI kadencji z wynikiem prawie 37 tys. głosów, co stanowiło najlepszy wynik wśród wszystkich kandydatów laburzystów. W PE był członkiem Partii Europejskich Socjalistów i (od 2007) wiceprzewodniczącym Komisji Gospodarczej i Monetarnej. Pełnił również funkcję wiceprzewodniczącego delegacji ds. stosunków z Białorusią.
W marcu 2008 ogłosił zamiar ubiegania się o stanowisko lidera Partii Pracy po tym, jak z funkcji tej zrezygnował po trzecich z rzędu przegranych wyborach parlamentarnych Alfred Sant. Wybory przewodniczącego Partii Pracy odbyły się w dniach 5 i 6 czerwca 2008. W pierwszym głosowaniu Joseph Muscat zdobył prawie połowę głosów delegatów, natomiast w drugiej rundzie głosowania uzyskał 2/3 głosów i został wybrany na przewodniczącego tego ugrupowania, pokonując George'a Abelę.
Jako lider opozycji 30 września 2008 zrezygnował z zasiadania w Europarlamencie (zastąpił go Glenn Bedingfield). Jednocześnie poseł Joseph Cuschieri celowo ustąpił z Izby Reprezentantów, aby mógł w niej zasiąść przywódca Partii Pracy.
W wyborach do Parlamentu Europejskiego w czerwcu 2009 Partia Pracy pod przewodnictwem Josepha Muscata odniosła zwycięstwo nad Partią Narodową, zdobywając 3 spośród 5 mandatów. Sukces wyborczy powtórzyła w wyborach parlamentarnych z 9 marca 2013, uzyskując 55% głosów i 38 spośród 67 mandatów w Izbie Reprezentantów (w tym jeden dla swojego lidera). W czasie kampanii wyborczej jednym z jej postulatów była obniżka o 25% jednych z najwyższych w Unii Europejskiej cen energii elektrycznej oraz ograniczenie korupcji. 11 marca 2013 Joseph Muscat objął stanowisko premiera, a Partia Pracy powróciła tym samym do władzy po 15 latach pozostawania w opozycji.
1 maja 2017 ogłosił przedterminowe wybory parlamentarne na 3 czerwca. Doszło do tego po serii publikacji w ramach tzw. Panama Papers, w których pojawiali się członkowie jego gabinetu, ale również żona premiera. Laburzyści odnieśli w nich kolejne zwycięstwo, a ich lider zapewnił sobie poselską reelekcję. Kilka dni po wyborach Joseph Muscat ogłosił skład swojego drugiego gabinetu.
29 listopada 2019 zapowiedział swoją rezygnację z urzędu premiera po planowanych na styczeń 2020 wyborach nowego lidera Partii Pracy. Decyzja ta miała związek ze skandalem dotyczącym zabójstwa w 2017 dziennikarki śledczej Daphne Caruany Galizii. W toku prowadzonego śledztwa aresztowano podejrzanego o udział w zabójstwie biznesmena Yorgena Fenecha, co skutkowało dymisjami bliskich politycznych współpracowników premiera, którzy mieli związki z zatrzymanym przedsiębiorcą.
12 stycznia 2020 na funkcji lidera Partii Pracy zastąpił go Robert Abela. 13 stycznia Robert Abela zastąpił go również na stanowisku premiera. Jesienią tegoż roku zrezygnował z mandatu poselskiego.

## Odznaczenia
- Order Księcia Jarosława Mądrego II klasy (Ukraina, 2017)[16]